# Claude McKay
Claude McKay (parrocchia di Clarendon, 15 settembre 1889 – Chicago, 22 maggio 1948) è stato uno scrittore e poeta giamaicano.
In gioventù era stato un comunista, ma dopo un viaggio in Unione Sovietica appurò che il comunismo era troppo rigido e limitante. Non fu comunque mai un vero membro del Partito Comunista. McKay fece parte del movimento dell'Harlem Renaissance e scrisse tre romanzi: Home to Harlem (1928), un best seller che vinse l'Harmon Gold Award for Literature, Banjo (1929), e Banana Bottom (1933).
Fu inoltre autore di una raccolta di racconti, Gingertown (1932), e di due libri autobiografici, A Long Way from Home (1937) e Harlem: Negro Metropolis (1940). Il suo libro di poesie, Harlem Shadows (1922), fu tra i primi libri pubblicati durante l'Harlem Renaissance. Una sua raccolta di poesie scelte, Selected Poems (1953), fu pubblicata postuma.

## Biografia

### Infanzia e gioventù
Nato a James Hill, nella parrocchia di Clarendon, McKay era il più giovane dei figli di Thomas McKay, un contadino che aveva abbastanza terre per poter votare. Fu educato da suo fratello maggiore, che aveva cinque anni più di lui. Claude McKay attirò l'attenzione di Walter Jekyll, che lo aiutò a pubblicare il suo primo libro di poesie, Songs of Jamaica, nel 1912. Furono le prime poesie pubblicate in patois (un dialetto che unisce un lessico inglese con una costruzione grammaticale africana).
L'opera successiva di McKay, Constab Ballads, uscì nello stesso anno ed era basata sulla sua esperienza come poliziotto in Jamaica. In quello stesso anno partì per gli Stati Uniti dove frequentò il Tuskegee Institute di Booker T. Washington. McKay rimase scioccato dal radicato razzismo che vide a Charleston, dove in molte strutture pubbliche si applicava il principio della segregazione razziale.
Mal sopportando "la vita semi-militare e robotizzata di quel posto", McKay si iscrisse all'Università statale del Kansas; a quel periodo risale il suo interesse per la politica. Lesse la raccolta di saggi Souls of Black Folk di William Edward Burghardt Du Bois che lo colpì profondamente. Nonostante la sua carriera universitaria procedesse bene, nel 1914 McKay decise che non voleva diventare agronomo e si trasferì in Giappone dove sposò la fidanzatina di gioventù, Eulalie Lewars.

### La carriera
Nel 1917 McKay vide due sue poesie pubblicate sulla rivista Seven Arts con lo pseudonimo di Eli Edwards, mentre continuava a lavorare come cameriere per le ferrovie. Nel 1919 conobbe Crystal e Max Eastman, fondatori ed editori di The Liberator (dove McKay avrebbe lavorato come Co-Executive Editor fino al 1922). Fu qui che pubblicò una delle sue poesie più famose, If We Must Die (in italiano Se dobbiamo morire), durante l'"Estate Rossa del 1919", un periodo di intensi scoppi di violenza razziale contro la gente di colore nelle società anglo-americane. Questo successo rappresentò il momento della sua carriera in cui diventò uno scrittore professionista.
Durante la collaborazione con The Liberator, ebbe relazioni con uomini e donne, tra cui Waldo Frank e Edward Arlington Robinson. I dettagli noti sulle sue storie sentimentali sono però molto scarsi. McKay si unì a un movimento di attivisti radicali neri che non erano soddisfatti né del nazionalismo nero di Marcus Garvey né dell'organizzazione riformista della classe media NAACP. Insieme a lui, Cyril Briggs, Richard B. Moore e Wilfrid Domingo; lo scopo del movimento era l'autodeterminazione delle persone di colore nel contesto di una rivoluzione socialista, ed a questo scopo fondarono una organizzazione rivoluzionaria semi-segreta, l'African Blood Brotherhood (in italiano, la "Confraternita del sangue africano"). Presto, però, McKay si trasferì a Londra.
Hubert Harrison aveva chiesto a McKay di scrivere per il Negro World di Garvey, ma sono poche le copie di quel periodo della rivista giunte fino a noi, e nessuna di queste contiene articoli dello scrittore. Frequentava spesso un club per soldati nella Drury Lane e l'International Socialist Club di Shoreditch. Fu in quel periodo che il suo impegno per il socialismo divenne più profondo, e cominciò a leggere Marx assiduamente. All'International Socialist Club, McKay incontrò Shapurji Saklatvala, A. J. Cook, Guy Aldred, Jack Tanner, Arthur McManus, William Gallacher, Sylvia Pankhurst e George Lansbury. Presto gli fu proposto anche di scrivere per il Workers' Dreadnought.
Nel 1920 il Daily Herald, un giornale socialista pubblicato da George Lansbury, fece uscire un articolo di inclinazione razzista scritto da E. D. Morel, chiamato Black Scourge in Europe: Sexual Horror Let Loose by France on the Rhine (It. Il flagello nero in Europa: l'orrore sessuale liberato dalla Francia sul Reno): l'articolo faceva volgari insinuazioni sulla supposta ipersessualità degli africani in generale ma l'editore si rifiutò di stampare la risposta di McKay, che apparve poi sul Workers' Dreadnought. Questo diede inizio alla sua regolare collaborazione con il Workers' Dreadnought e con la WFS, un gruppo comunista consiliarista attivo nell'East End di Londra, e che aveva una maggioranza di donne a tutti i livelli dell'organizzazione.
Divenne un giornalista stipendiato del giornale e alcuni sostengono che sia stato il primo giornalista di colore nel Regno Unito. Frequentò la Communist Unity Conference che in seguito fondò il Partito Comunista di Gran Bretagna. In quel periodo riuscì a far anche pubblicare alcune delle sue poesie nel Cambridge Magazine, edito da C. K. Ogden. Quando Sylvia Pankhurst fu arrestata in applicazione della legge Defence of the Realm Act per aver pubblicato articoli "premeditatamente e verosimilmente per causare atti di sedizione tra le forze di Sua Maestà, nella marina e tra la popolazione civile", la casa di McKay fu perquisita.
Si suppone che McKay sia l'autore di The Yellow peril and the Dockers attribuito a Leon Lopez, il quale fu uno degli articoli citati dal governo nel suo processo contro il Workers' Dreadnought. Nel 1922 visitò la Russia sovietica ed assistette al quarto Congresso dell'Internazionale Comunista a Mosca durante la quale incontrò molti dirigenti bolscevichi come Trotsky, Bucharin e Karl Radek.

### Home to Harleme altre opere
Nel 1928 McKay pubblicò il suo romanzo più noto, Home to Harlem, che vinse l'Harmon Gold Award for Literature. Il romanzo, che ritrae la vita di strada di Harlem, avrebbe avuto un grande impatto sugli intellettuali di colore dei Caraibi, dell'Africa occidentale ed europei. Nonostante ciò, il libro attirò le critiche di uno degli eroi di McKay, William Edward Burghardt Du Bois. Secondo Du Bois, le esplicite rappresentazioni di sensualità e della vita notturna di Harlem facevano leva soltanto sulle "lascive pretese" dei lettori e degli editori bianchi che cercavano ritratti della "licenziosità" dei neri. Come disse Du Bois, "Home to Harlem... per lo più mi dà la nausea, e dopo le parti più volgari [...] ho sentito un distinto bisogno di farmi un bagno".
I critici moderni ora respingono questo giudizio di Du Bois, che era più occupato ad usare l'arte come propaganda nella lotta per i diritti civili degli afroamericani che a considerarla come un modo di mostrare la vita delle persone di colore. Rimasto deluso dal comunismo, McKay aderì agli insegnamenti sociali della Chiesa cattolica e si fece battezzare. Morì di infarto all'età di 59 anni.
Nel 2002 lo studioso Molefi Kete Asante mise Claude McKay nella sua lista dei Cento più grandi afroamericani.